# Puderhätta
Puderhätta (Mycena adscendens) är en svampart som först beskrevs av Wilhelm Gottfried Lasch, och fick sitt nu gällande namn av Rudolf Arnold Maas Geesteranus 1981. Enligt Catalogue of Life ingår Puderhätta i släktet Mycena,  och familjen Mycenaceae, men enligt Dyntaxa är tillhörigheten istället släktet Mycena,  och familjen Favolaschiaceae. Arten är reproducerande i Sverige. Inga underarter finns listade i Catalogue of Life.

## Källor

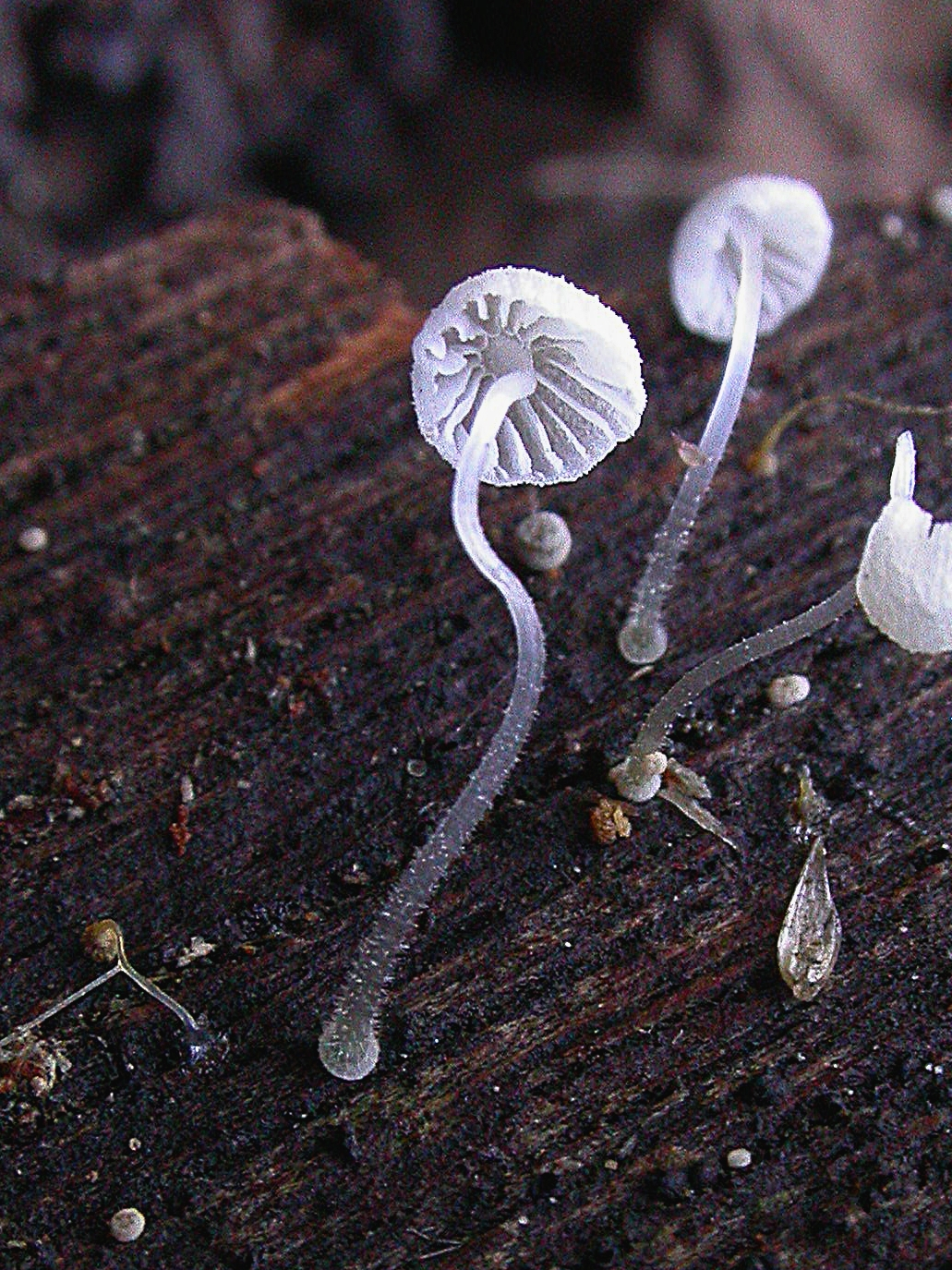